# Brisbane Lions
Il Brisbane Lions è un club di football australiano della città di Brisbane.

## Titoli AFL
2001, 2002, 2003

## Canzone del club
| Originale inglese | Traduzione italiana |
| --- | ------------------- |
| We are the pride of Brisbane Town, We wear maroon, blue and gold. We will always fight for victory, Like Fitzroy and Bears of old. All for one and one for all, We'll answer to the call. We're the Lions, the Brisbane Lions, We'll kick the winning score You'll hear our mighty roar! |                     |